# Голотрень
Голотрень, Голотрені (рум. Golotreni) — село у повіті Вилча в Румунії. Адміністративно підпорядковане місту Брезой.
Село розташоване на відстані 175 км на північний захід від Бухареста, 27 км на північ від Римніку-Вилчі, 118 км на північ від Крайови, 109 км на захід від Брашова.

## Населення
За даними перепису населення 2002 року у селі проживали 95 осіб, з них 93 особи (97,9%) румунів. Рідною мовою 93 особи (97,9%) назвали румунську.